# 영국 독립당

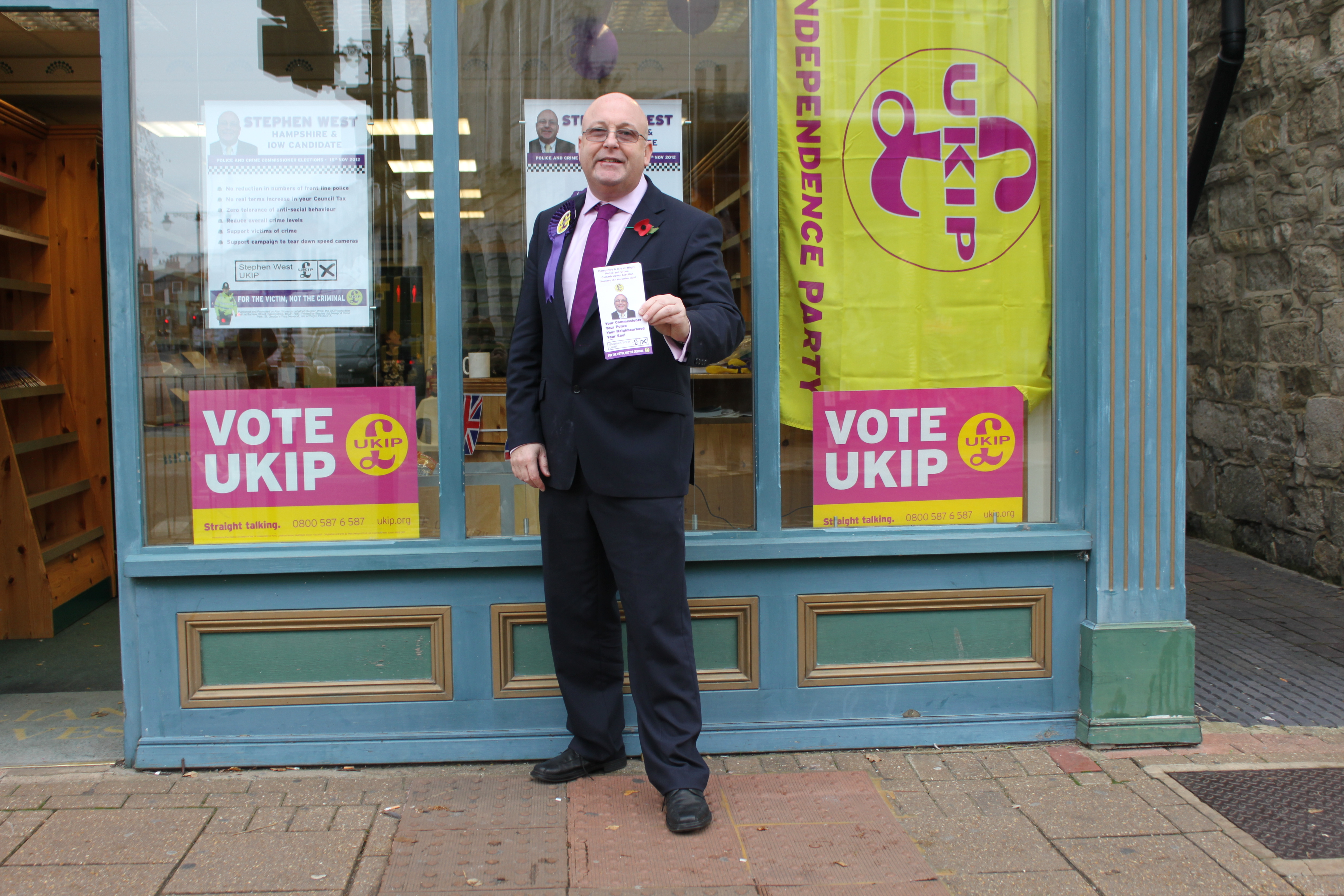

영국 독립당(영어: UK Independence Party, UKIP)은 1993년 창당된 영국의 유럽회의주의와 우익 포퓰리즘 정당이다. 당규(黨規)에서 '민주적이고 자유지상주의적 정당'이라 규정하며, 독립이란 유럽 연합(EU)으로부터의 독립(브렉시트, 영국의 유럽 연합 탈퇴)을 뜻한다.
2014년 5월 유럽 의회 선거에서 27.5%의 득표율로 1위를 차지해, 108년만에 노동당과 보수당, 자유당-자유민주당이 아닌 정당이 전국단위 선거에서 1위를 차지하게 되었다.
2010년부터 나이절 패라지가 이 당의 대표를 역임했으며, 2016년 국민투표에서 영국의 EU 탈퇴가 결정된 후 사임하고 2019년 브렉시트당을 창당하였다.

## 역대 지도부
| #    | 대표            | 기간                               | 비고 |
| ---- | --------------- | ---------------------------------- | ---- |
| 1대  | 앨런 스케드     | 1993년 9월 3일 ~ 1997년 8월 6일    |      |
| 임시 | 크레이그 맥킨리 | 1997년 8월 6일 ~ 1997년 9월 22일   |      |
| 2대  | 마이클 홈즈     | 1997년 9월 22일 ~ 2000년 1월 22일  |      |
| 3대  | 제프리 티트포드 | 2000년 1월 22일 ~ 2002년 10월 5일  |      |
| 4대  | 로저 크냅먼     | 2002년 10월 5일 ~ 2006년 9월 12일  |      |
| 5대  | 나이절 패라지   | 2006년 9월 12일 ~ 2009년 11월 27일 |      |
| 6대  | 말콤 피어슨     | 2009년 11월 27일 ~ 2010년 9월 6일  |      |
| 임시 | 제프리 타이퍼드 | 2010년 9월 6일 ~ 2010년 11월 5일   |      |
| 7대  | 나이절 패라지   | 2010년 11월 5일 ~ 2016년 9월 16일  |      |
| 8대  | 다이앤 제임스   | 2016년 9월 16일 ~ 2016년 10월 4일  |      |
| 임시 | 나이절 패라지   | 2016년 10월 5일 ~ 2016년 11월 28일 |      |
| 9대  | 폴 너톨트       | 2016년 11월 28일 ~ 2017년 6월 9일  |      |
| 임시 | 스티브 크라우더 | 2017년 6월 9일 ~ 2017년 9월 29일   |      |
| 10대 | 헨리 볼턴       | 2017년 9월 29일 ~ 2018년 2월 17일  |      |
| 임시 | 제라드 배튼     | 2018년 2월 17일 ~ 2018년 4월 14일  |      |
| 11대 | 제라드 배튼     | 2018년 4월 14일 ~ 2019년 6월 2일   |      |
| 임시 | 피어스 워초프   | 2019년 6월 2일 ~ 2019년 8월 10일   |      |
| 12대 | 리차드 브래인   | 2019년 8월 10일 ~ 2019년 10월 30일 |      |
| 임시 | 패트리샤 마운틴 | 2019년 10월 30일 ~ 2020년 4월 28일 |      |
| 13대 | 프레디 바차     | 2020년 6월 22일 ~ 2020년 9월 12일  |      |
| 임시 | 닐 해밀턴       | 2020년 9월 12일 ~ 2021년 10월 18일 |      |
| 14대 | 닐 해밀턴       | 2021년 10월 18일 ~                 |      |

## 역대 선거 결과

### 하원
| 년도        | 합계      | 득표율 | +/– |
| ----------- | --------- | ------ | --- |
| 1997년 총선 | 105,722   | 0.3%   | 0   |
| 2001년 총선 | 390,563   | 1.5%   | 0   |
| 2005년 총선 | 603,298   | 2.2%   | 0   |
| 2010년 총선 | 919,546   | 3.1%   | 0   |
| 2015년 총선 | 3,881,099 | 12.6%  | 1   |

### 유럽 의회
| 년도        | 합계      | 득표율 | 의석    | 순위 |
| ----------- | --------- | ------ | ------- | ---- |
| 1994년 총선 | 155,487   | 1%     | 0 / 87  | 8    |
| 1999년 총선 | 696,057   | 6.7%   | 3 / 87  | 4    |
| 2004년 총선 | 2,650,768 | 16.1%  | 12 / 78 | 3    |
| 2009년 총선 | 2,498,226 | 16.6%  | 13 / 72 | 2    |
| 2014년 총선 | 4,376,635 | 27.5%  | 22 / 73 | 1    |
| 2019년 총선 | 554,463   | 3.2%   | 0 / 73  | 8    |